# Karl-Heinz Danielowski
Karl-Heinz Danielowski (31 de marzo de 1940) es un deportista de la RDA que compitió en remo como timonel.
Participó en tres Juegos Olímpicos de Verano entre los años 1964 y 1976, obteniendo una medalla de oro en Montreal 1976 en la prueba de ocho con timonel. Ganó una medalla de plata en el Campeonato Mundial de Remo de 1970 y dos medallas de oro en el Campeonato Europeo de Remo, en los años 1964 y 1973.

## Palmarés internacional
| Juegos Olímpicos   | Juegos Olímpicos         | Juegos Olímpicos | Juegos Olímpicos   |
| Año                | Lugar                    | Medalla          | Prueba             |
| ------------------ | ------------------------ | ---------------- | ------------------ |
| 1976               | Montreal (Canadá)        | Medalla de oro   | Ocho con timonel   |
| Campeonato Mundial |                          |                  |                    |
| Año                | Lugar                    | Medalla          | Prueba             |
| 1970               | St. Catharines (Canadá)  | Medalla de plata | Cuatro con timonel |
| Campeonato Europeo |                          |                  |                    |
| Año                | Lugar                    | Medalla          | Prueba             |
| 1964               | Ámsterdam (Países Bajos) | Medalla de oro   | Dos con timonel    |
| 1973               | Moscú (URSS)             | Medalla de oro   | Ocho con timonel   |